# Johann Carl Wilhelm Rosenberg

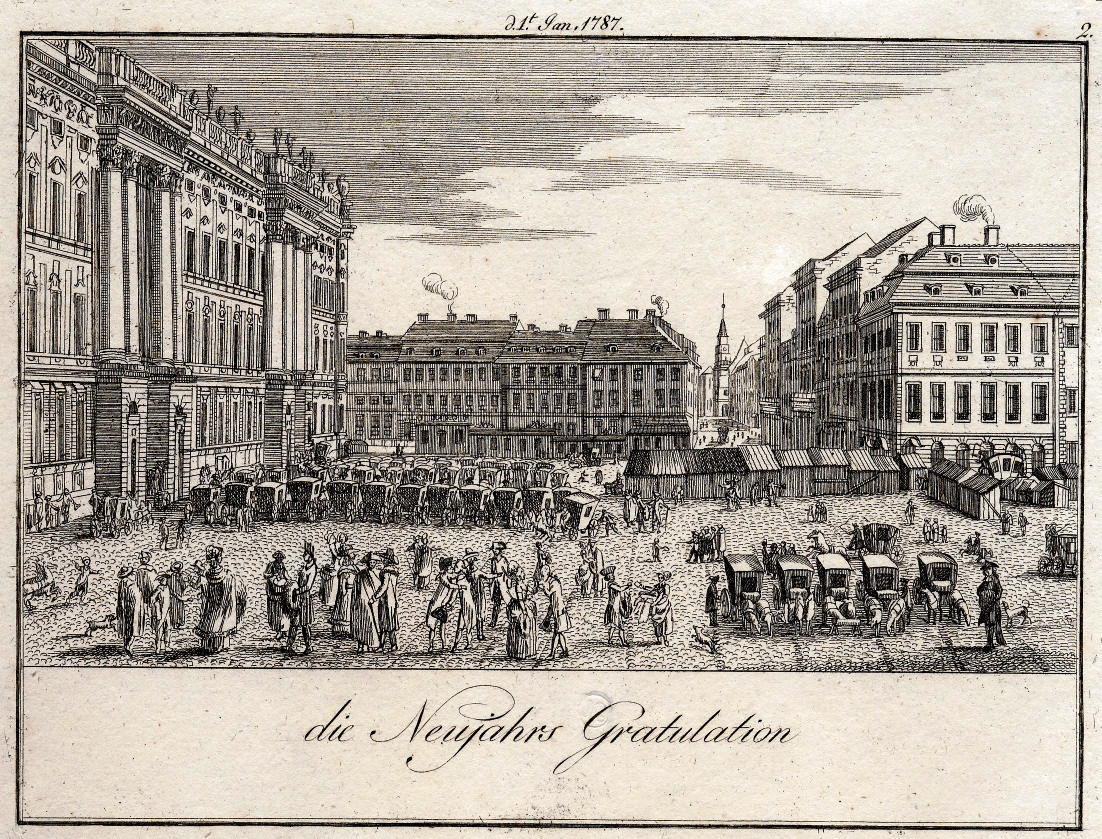
Kupferstich nach einer Zeichnung von J. C. W. Rosenberg, 1787

Johann Carl Wilhelm Rosenberg (* 1737 oder 1739 in Berlin; † 1797 oder 1809 ebenda) war ein deutscher Maler, Dekorateur und Kupferstecher.

## Biografie
Johann Carl Wilhelm Rosenberg lernte in Berlin bei Constantin Friedrich Blesendorf Zeichnen, beim Baumeister Andreas Krüger die Architektur, bei dem Opernmaler Innocenz Bellavita und dessen Nachfolger Giuseppe Galli da Bibiena die Malerei. Auch bei Carl Friedrich Fechhelm war er eine Zeitlang in der Lehre. Ab 1756 war er als Opernmaler tätig. Er arbeitete mit Carlo Galli da Bibiena zusammen und wurde 1766 dessen Nachfolger als Operndekorateur in Berlin. Daneben malt er viele figürliche und ornamentale Decken- und Wandbilder in den königlichen Schlössern Neues Palais, Marmorpalais und Monbijou sowie in Adelshäusern. Auch außerhalb Berlins führt er Dekorationsaufträge aus, u. a. in Hannover, Stettin, Elberfeld und Zerbst. Außerdem entwarf er noch kunstgewerbliche Gegenstände, Buchvignetten und Kalenderblätter. Für seine Kupferstiche wählte er neben allegorischen Darstellungen auch Motive aus dem Berliner Alltag. Bei Jean Morino erschien die Serie „Les cris de Berlin“ mit fliegenden Händlerinnen und Händlern aller Art. 1786 und 1793 beteiligte er sich an den Ausstellungen der Akademie der Künste.